# Catherine Bardin
Pour les articles homonymes, voir Bardin.
Catherine Bardin est une chanteuse française, fille du journaliste et animateur/producteur de radio et télévision Jean Bardin et sœur de l'animatrice de télévision Nathalie Bardin.

## Biographie
Pendant quelques années, Catherine Bardin est une des voix de FIP et donne des cours de chant. 
Elle joue en 1986 dans le film Maestro, Ma non troppo de Serge Korber, avec Alain Doutey, Sophie Barjac et  Claude Villers.
Catherine Bardin s'est intéressée ensuite à la conduite de projets culturels pour se servir de l'art et de la culture comme moyen de médiation auprès de différents publics. Elle avait créé notamment une web radio animée par des jeunes "en difficulté" du 18e arrondissement de Paris.
Elle vit aujourd’hui à Moulins, dans l’Allier.

## Discographie
- 1978 : Si tu savais  - Les Filles d'aujourd'hui (Les trois oranges bleues)
- 1979 : Le Pont des soupirs  - Fin du blues (Les trois oranges bleues)
- 1979 : Pas bien malin - Moi, je veux qu'on m'aime (Les trois oranges bleues)
- 1979 : Dis dans tes yeux - C’est ma réponse (Les trois oranges bleues / Phonogram)
- 1980 : 18e étage  - Pas envie aujourd’hui (Philips / Phonogram)
- 1983 : Beau masque - Les Lunettes noires (Polydor)

## Filmographie
- 1986 : Maestro, Ma non troppo, de Serge Korber, avec Alain Doutey, Sophie Barjac et Catherine Bardin (la juge)